# Meddržavna vojna
Meddržavna vojna je vojna, v katero sta vpleteni najmanj 2 državi. To je tudi najbolj pogosta oblika vojne.

## Primeri
- falklandska vojna
- rusko-japonska vojna